# Johann Gottfried von Hoyer (Militärschriftsteller)
Johann Gottfried Hoyer, ab ? von Hoyer (* 9. Mai 1767 in Dresden; † 7. März 1848 in Halle an der Saale). war ein preußischer Generalmajor und Militärschriftsteller.

## Leben

### Familie
Er war der Sohn des sächsischen Forstbediensteten und vormaligen Majors der Pontoniere, Karl Gottfried Hoyer (1730–1787) und der Christiane Eleonore von Diepow.
Er vermählte sich 1835 in Dresden mit Luise Wilhelmine Jumpelt (1792–1864), verwitwete Dr. Krieger. Aus der Ehe gingen vier Töchter hervor.
Sein gleichnamiger Onkel Dr. Johann Gottfried von Hoyer (1726–1802), wurde 1772, nachdem er den Prinzen Unterricht in der Artilleriewissenschaft erteilt hatte, Direktor der 1766 gegründeten Artillerieschule sowie im Jahr 1790 geadelt. Johann Gottfried scheint im 19. Jahrhundert diesen Adelstitel selbst angenommen zu haben.

### Werdegang
Er trat in das sächsische Artilleriekorps ein wurde 1781 Stückjunker ebd. 1787 avancierte er zum Sous-Leutnant, nahm an der Ersten Koalition teil und stieg 1800 weiter auf zum Premierleutnant. Seit 1806 war als Kapitän bei der sächsischen Artillerie auch Kommandeur der Pontonierkompanie. Während der Vierten Koalition nahm er an der Schlacht bei Jena und im Fünften Koalitionskrieg an den Gefechten bei Bornick und Waldheim teil. Beim Durchzug Schills in Wittenberg war er ebenfalls zugegen. Er wurde dann 1810 zunächst zu Major der Artillerie und anschließend zum Oberstleutnant im Ingenieurskorps befördert. Zu Beginn des Russlandfeldzugs hat er seinen Abschied aus sächsischen Diensten erhalten.
Hoyer wurde dann 1813 als Oberst in preußischen Diensten dem Ingenieurkorps aggregiert. Er nahm an den Befreiungskriegen, insbesondere der Schlacht um Dresden teil. Nachdem er bereits 1814 sein Patent zum Oberst erhalten hatte und seit 1815 das Gehalt eines Regimentskommandeurs erhalten hatte, wurde er 1816 Brigadier der 1. Infanteriebrigade. 1818 avancierte er zum Generalmajor und wurde Oberbrigadier der 1. Infanteriebrigade ad Interim, später Inspekteur ebd. 1825 nahm Hoyer seinen Abschied, wurde mit dem Dienstkreuz geehrt und hielt in Halle an der Saale Vorlesungen über Kriegskunst und verfasste zahlreiche militärwissenschaftliche Beiträge für das Universal-Lexikons der Gegenwart und Vergangenheit, die Heinrich August Pierer in den 34 Bänden der zweiten Auflage von 1840 bis 1846 veröffentlichte. Hoyer starb am 7. März 1848 in Halle.

## Schriften
- Pragmatische Geschichte der Sächsischen Truppen – ein Taschenbuch für Soldaten Leipzig (1792)
- Versuch eines Handbuchs der Pontonierwissenschaften. 3 Bände. Leipzig (1793–94), Band 1, Band 2, Band 3
- Geschichte der Kriegskunst seit der ersten Anwendung des Schießpulvers. 2 Bände. Göttingen (1797–1800), Band 1, Band 2
- Allgemeines Wörterbuch der Artillerie. 2 Bände. Tübingen (1804–12) Band 1, Band 2, Supplement
- Versuch junge Offiziers zum Studium der Kriegsgeschichte aufzumuntern, 1808, Digitalisat
- Handbuch für Offiziere in den angewandten Theilen der Krieges-Wissenschaften, Hanovre (1815) zusammen mit Gerhard von Scharnhorst, Band 1
- Allgemeines Wörterbuch der Kriegsbaukunst. 3 Bände. Berlin (1815–17), Band 1, Band 2, Band 3
- Lehrbuch der Kriegsbaukunst. 2 Bände. Berlin (1817–18), Band 1, Band 2
- Neues Magazin für Befestigungskunst und Artillerie Berlin (1820),Digitalisat Band 2 Band 3
- System der Brandraketen nach Congreve und Andern, mit einem Anhang über Berlins Dampfgeschütze, Leipzig, 1827, Digitalisat; Digitalisat
- Befestigungskunst und Pionierdienst. Berlin (1832), Digitalisat (aus: Handbibliothek für Offiziere)